# Teodoro di Aquileia
Teodoro di Aquileia (fl. III-IV secolo) è stato un vescovo romano, al tempo dell'imperatore Costantino.
Teodoro, secondo la tradizione, fu vescovo di Aquileia dal 308 al 319; fu il primo vescovo che si sedette sulla cattedra di Aquileia dopo l'editto di Milano del 313. È documentata la sua partecipazione con il diacono Agatone al concilio di Arles del 314, dove entrambi compaiono tra i primi firmatari degli atti ufficiali del concilio, provando così l'importanza che aveva già acquisito la chiesa di Aquileia per la diffusione del cristianesimo nel nord-est d'Italia e nell'area balcanico-danubiana.
Il nome di Teodoro è legato anche alla fondazione della prima Basilica di Aquileia ed al ciclo dei mosaici.